# Сабовский, Владислав
Влади́слав Сабо́вский (пол. Władysław Sabowski; 29 марта 1837, Варшава, — 19 марта 1888, там же) — польский беллетрист, драматург, поэт, публицист, журналист (писал под псевдонимами Wołody Skiba, Bolesław Bolesny, A. Błydowski, A. Błędowski, Omikron).

## Биография
Обучался архитектуре в Училище изящных искусств в Варшаве. Во время восстания 1863 года был связан с лагерем «красных», выполнял обязанности референта по вопросам печати при Национальном правительстве, редактировал нелегальные периодические издания повстанцев газеты Strażnica и еженедельника «Правда».
После подавления восстания жил в эмиграции. В Лейпциге редактировал издание «Отчизны» («Ojczyzna»), в Брюсселе — Wytrwałość (1864—1865). С 1869 года обосновался в Кракове. Работал в редакции газеты Kraj (1869—1874), затем основал собственную политическую газету Kurier Krakowski. Одновременно редактировал «Dziennik Mód» (1873—1876). 
В 1883 году переехал в Варшаву. Работал в газетах Kurier Warszawski и Kurier Codzienny (1884—1888).

## Творчество
Литературный дебют состоялся в 1859 году в периодической печати. В ряде произведений отразилось восстание 1863 года (романы «Kręte drogi», 1871; «Siedmioletnia wojna», 1884; «Nad poziomy», 1888). Теме эмиграции посвящены романы «Niepodobni» (1873, в следующем издании под названием «Na paryskim bruku», 1886).
В многочисленных юмористических и других его повестях всё внимание обращено на внешний интерес интриги, поддерживаемой нагромождением всяких неожиданностей и случайностей. Из повестей и романов Сабовского заслуживают упоминания «Nieszczęśliwa» (1864), «Pierwsza pacyentka» (1866), «Kwiat z Sumatry» (1868), «Rodzina Orskich» (1869), «Po niewczasie» (1869), «Kanarki» (1868), «Za miesiąc» (1869), «Pan Walery» (1869), «Bucik» (1871), «Pod jednym dachem» (1871), «Intrygant» (1876), «Samobójca», «Pojedynek amerykański», «Odwrotna strona medalu», «Dziwni ludzie», «Grześ» (1884).
Его комедии («Wojna z sąsiadką», «Półmiliona», «Przestroga cioci Zosi») отличаются живостью и непринуждённостью действия и умелым ведением диалога.
Очень хороши переводы Сабовского с венгерского, русского, французского языков (например, «Демона» Лермонтова в «Biblioteka Warszawska» 1859, Виктора Гюго и других произведений и авторов).
Писал стихи. Автор биографии одного из военных руководителей восстания 1863 года Юзефа Гауке-Босака (1871), работ по математике и картографии.